# Lycée Lapérouse (Nouméa)
Pour les articles homonymes, voir Lycée Lapérouse et Lapérouse (homonymie).
Le lycée Lapérouse (du nom de l'explorateur Jean-François de La Pérouse) est un établissement d'enseignement secondaire et supérieur public situé à Nouméa, en Province Sud et dans la collectivité sui generis française de Nouvelle-Calédonie. Premier établissement secondaire public sous le nom de collège de Nouméa, puis collège colonial et finalement collège Lapérouse, il a eu à la fois la fonction de collège et lycée jusqu'à ce que les classes supérieures emménagent dans leurs locaux actuels en 1968 et que l'établissement soit scindé en deux (collège Georges-Baudoux et lycée Lapérouse) en 1973. De nos jours, il compte près de 1 600 élèves de la classe de seconde générale et technologique aux classes préparatoires littéraires.

## Histoire
C'est par un arrêté du gouverneur Amédée Courbet, daté du 6 décembre 1881, que le premier établissement secondaire public de la colonie de Nouvelle-Calédonie et dépendances est officiellement créé sous le nom de « collège de Nouméa »,. Il n'est initialement ouvert qu'aux garçons : ils sont neuf à faire la première rentrée le 4 janvier 1882.
Les classes ont d'abord lieu dans les locaux de l'école communale des garçons, récemment créée par la municipalité et dirigée par Frédéric Surleau père (1847-1920), à la limite sud-est du centre-ville (actuelle école primaire Frédéric-Surleau),. Puis, un nouvel arrêté du gouverneur Adolphe Le Boucher le 17 janvier 1885 réorganise totalement le collège « sur la base des établissements d'enseignement secondaire de la Métropole », devenant à partir de là la « collège colonial »,. Il ne compte alors que 54 élèves pour 9 professeurs.
Mais l'établissement, devenu le « collège La Pérouse » en 1888, ne commence véritablement à se développer que sous la direction de Louis Flize (1864-1920), venu de Métropole et qui va en être le principal pendant trente ans (1889-1920),. Sous sa direction, un cours professionnel est ouvert en 1900. À partir de 1910, il prépare au « brevet de capacité coloniale » qui donne l'équivalent du baccalauréat, puis directement à ce dernier diplôme à partir de 1912,. Mais surtout, en 1913, il quitte l'école communale pour s'installer dans ses propres locaux à la pointe de l'Artillerie, dans l'ancienne caserne Bonnier (bâtiment construit au début des années 1870, actuel immeuble Flize accueillant certains services administratifs du vice-rectorat).
Après la Première Guerre mondiale, qui voit le collège se vider de plusieurs professeurs ou élèves envoyés se battre sur les fronts européens, il connaît une nouvelle phase d'agrandissement et de modernisation durant l'entre-deux-guerres. Il devient mixte en accueillant les jeunes filles à partir de 1916, une section primaire supérieure est ouverte en 1932 ainsi que l'enseignement du grec ancien dès la classe de 4e à partir de 1939. Ses effectifs montent à 362 élèves à la veille de la Seconde Guerre mondiale. La participation de la Nouvelle-Calédonie à ce conflit voit de nouveau le nombre d'étudiants chuter tandis que l'ancienne caserne Bonnier où se trouve le collège depuis presque trente ans retrouve une fonction militaire en étant réquisitionnée par l'armée jusqu'en 1944. Pendant ce temps, les collégiens et leurs professeurs sont accueillis à l'école Suzanne-Russier au centre-ville.
Après la guerre, en 1944, le collège retrouve la caserne Bonnier et est doté de deux internats. Surtout, l'abolition du régime de l'indigénat permet la première admission d'élèves kanak en 1953. En 1961, le collège La Pérouse prend officiellement le nom de « lycée Lapérouse ». Le bâtiment de la caserne Bonnier étant devenu trop vétuste et exigüe pour accueillir tous les élèves du principal établissement secondaire d'une ville alors en plein boom démographique, il est décidé en 1966 de construire de nouveaux locaux modernes en face de l'ancien collège, donnant sur une rue parallèle en contrebas. C'est ainsi que les élèves des classes supérieures emménagent dans le « Grand Lycée », le bâtiment A ou Astrolabe (du nom de l'un des deux navires de La Pérouse), en 1968, les élèves des classes inférieures restant pour leur part dans la caserne Bonnier ou « petit Lycée » qui est réhabilité jusqu'en 1973. À cette date, le collège (qui prend le nom de l'écrivain Georges Baudoux) est définitivement séparé du lycée, et voit ses effectifs être soulagés par l'ouverture du collège de l'Anse Vata (qui va être baptisé du nom d'un autre grand auteur néo-calédonien, Jean Mariotti),.
En 1990, un nouveau bâtiment est construit au lycée, le bâtiment B ou Boussole (du nom de l'autre navire de La Pérouse). Des travaux d'agrandissement ont lieu dans les années 2000 (rénovation de la vie scolaire, nouveau centre de documentation et d'information, aménagement d'une salle polyvalente, réhabilitation des bâtiments de l'internat) et 2010 (construction du bâtiment C ou Compas avec passerelle jusqu'au bâtiment Astrolabe au-dessus de l'entrée). Enfin, une classe préparatoire aux grandes écoles Lettres, Sciences humaines, Arts et Langues a été ouverte en 2015.

## Localisation
Le lycée Lapérouse se situe dans le quartier de l'Artillerie à Nouméa, au croisement des rues Georges-Baudoux (sur laquelle donne ses entrées, longeant la façade sud du bâtiment Astrolabe) et Georges-Clemenceau (qui longe à l'est le bâtiment Compas en descendant vers l'internat). Il est surplombé au nord par la rue des frères Carcopino, le collège Georges-Baudoux et l'immeuble Flize du vice-rectorat, tandis qu'il fait face au sud au centre d'information et d'orientation (CIO) de Nouvelle-Calédonie et au lycée professionnel commercial et hôtelier (LPCH) Auguste-Escoffier. Il se trouve également à proximité du stade du patronage laïc Georges-Clemenceau (PLGC), du Conservatoire de musique et de danse de Nouvelle-Calédonie (CMD-NC), du consulat général d'Australie à Nouméa et de l'Hôtel de la Province Sud.

## Enseignement
L'établissement est le deuxième plus grand lycée de Nouvelle-Calédonie en 2020 (avec 1 656 élèves, post-baccalauréat inclus, derrière le lycée Dick-Ukeiwë situé dans la banlieue nord de Nouméa, à Dumbéa). Jusque dans les années 2010, il avait toujours été le plus important établissement secondaire de cet archipel. Il s'agit d'un lycée général et technologique proposant également des formations pour l'obtention de brevets de technicien supérieur (BTS) et une classe préparatoire aux grandes écoles (CPGE). 

### Enseignement secondaire
Le lycée propose, après une année de seconde générale et technologique, un cycle terminal préparant soit au baccalauréat général, soit au baccalauréat sciences et technologies du management et de la gestion (STMG).
Les programmes suivent ceux nationaux, avec quelques adaptations aux spécificités historiques et culturelles de la Nouvelle-Calédonie, comme prévu dans l'accord de Nouméa de 1998. Ces adaptations comprennent : 30 minutes hebdomadaires supplémentaires en histoire-géographie et en langues vivantes 1 et 2 pour tous les niveaux, ainsi que pour l'enseignement scientifique en première et terminale ; le choix de la LV2 peut-être étrangère ou régionale ; 30 minutes hebdomadaires en seconde puis 18 heures annualisées en première et terminale sont intégrées dans les enseignements communs sur les « éléments fondamentaux de la culture kanak »,.
Les langues enseignées sont l'anglais en LV1, les autres langues étant disponibles en LV2 ou en option : espagnol, japonais, allemand, italien, mandarin en terminale, et deux langues kanak (drehu et nengone). Deux langues et cultures de l'Antiquité (latin et grec ancien) sont également disponibles en option. De plus, il existe une classe à horaires aménagés en musique (CHAM) et une section européenne avec l'histoire-géographie comme discipline non linguistique (DNL) en anglais pour chaque niveau de la seconde à la terminale,.
Depuis la réforme du baccalauréat général et technologique et réforme du lycée mise en place en 2019, les enseignements de spécialité proposés en première et terminale générales sont : arts (cinéma audiovisuel ou théâtre) ; sciences économiques et sociales (SES) ; histoire-géographie, géopolitique et sciences politiques ; humanités, littérature et philosophie (HLP) ; langues, littératures et cultures étrangères (LLCE) en anglais ; littérature, langues et cultures de l'Antiquité (LLCA) ; mathématiques ; numérique et sciences informatiques (NSI) ; physique-chimie ; sciences de la vie et de la Terre (SVT). Pour le cursus STMG, les spécialités proposées en terminale sont : ressources humaines et communication ; mercatique ; gestion et finance ; systèmes d'information de gestion (SIG),.

### Enseignement supérieur
Huit filières de brevet de technicien supérieur (BTS) sont ouvertes au lycée Lapérouse, toutes dans le secteur des services : négociation et digitalisation de la relation clients (NDRC) ; management commercial opérationnel (MCO) ; support à l'action managériale (SAM) ; gestion de la PME (GPME) ; commerce international (CI) ; tourisme ; comptabilité et gestion (CG) ; communication (COM).
Une classe préparatoire aux grandes écoles (CPGE) en lettres, sciences humaines, arts et langues (Prépa L/SH), de type hypokhâgne puis khâgne A/L moderne ou LSH. Elle prépare principalement au concours d'entrée de l'École normale supérieure de Lyon (ENS de Lyon). 

### Classement de la CPGE
Le classement national des classes préparatoires aux grandes écoles (CPGE) se fait en fonction du taux d'admission des élèves dans les grandes écoles. 
La revue mensuelle L'Étudiant n'a pas classé la CPGE L/SH du Lycée Lapérouse en 2017 faute d'un nombre suffisant d'élèves (moins de 15), tandis qu'il n'y a eu aucun admis de 2019 à 2021. En revanche, il donnait le classement suivant pour les concours de 2018 :
| Filière | Élèves admis dans une grande école* | Taux d'admission* | Taux moyen sur 5 ans (2017-2021) | Classement national |
| --- | ----------------------------------- | ----------------- | -------------------------------- | ------------------- |
| Khâgne LSH | 6 / 28 élèves                       | 21,4 %            | 10,3 %                           | 21e sur 78          |
| Source : Classement 2022 des prépas - L'Étudiant (Concours de 2017 à 2021). * le taux d'admission dépend des grandes écoles retenues par l'étude. Ici, ce sont l'ENS de Lyon LSH, Celsa, l'École du Louvre, l'ESIT, l'ISIT, l'ISMaPP, masters ENS, 9 IEP et 2 écoles de commerce. |                                     |                   |                                  |                     |

## Personnalités célèbres

### Professeurs
- Paul Néaoutyine, en sciences économiques et sociales de 1979 à 1980 puis de 1983 à 1985, ensuite homme politique indépendantiste (fondateur et principal dirigeant du Palika, président unitaire du FLNKS de 1990 à 1995, maire de Poindimié depuis 1989 et président de l'Assemblée de la Province Nord depuis 1999, signataire des accords d'Oudinot en 1988 et de l'accord de Nouméa en 1998) ;
- Dominique Barbe, en histoire-géographie dans les années 1990, médiéviste spécialiste des rapports entre le christianisme et le pouvoir politique dans le monde méditerranéen, ainsi que de l’histoire du Pacifique, maître de conférences en histoire des mondes antiques et médiévaux à l’université de la Nouvelle-Calédonie à Nouméa ;
- Bernard Berger, en arts plastiques et cinéma jusqu'à sa retraite en 2011, également scénariste et dessinateur de BD, dont la série la plus connue en Nouvelle-Calédonie (La Brousse en folie) ;
- Virginie Ruffenach, en physique-chimie jusqu'à l'obtention de son premier mandat politique en 2014, élue non-indépendantiste de Nouméa de 2008 à 2014 puis du Congrès et de l'Assemblée de la Province Sud depuis 2014, secrétaire générale puis secrétaire du Rassemblement depuis 2013 ;

### Élèves
- Ghislaine Arlie, femme politique non-indépendantiste, membre du Rassemblement pour la Calédonie dans la République (RPCR) puis Rassemblement-UMP depuis 1995, maire de Farino et présidente de l'Association française des maires de Nouvelle-Calédonie de 2001 à 2014, membre du Congrès et de l'Assemblée de la Province Sud de 2009 à 2014, membre du Conseil économique, social et environnemental (CESE) national depuis 2021 ;
- Sonia Backès, femme politique non-indépendantiste, membre puis secrétaire générale par intérim du Rassemblement pour la Calédonie dans la République (RPCR) puis Rassemblement-UMP de 1994 à 2013, secrétaire générale du Mouvement populaire calédonien (MPC) de 2013 à 2015, présidente du groupe Les Républicains (LR) au Congrès de 2015 à 2017, présidente fondatrice des Républicains calédoniens depuis 2017, également membre de La République en marche (LREM) depuis 2022, membre du gouvernement de la Nouvelle-Calédonie de 2009 à 2015, présidente de l'Assemblée de la Province Sud depuis 2019, secrétaire d'État à la citoyenneté dans le gouvernement national d'Élisabeth Borne depuis 2022 ;
- Philippe Blaise, homme politique non-indépendantiste, président fondateur du Mouvement républicain calédonien (MRC) depuis 2011, secrétaire général des Républicains calédoniens depuis 2017, membre du Congrès depuis 2014 et 1er vice-président de l'Assemblée de la Province Sud depuis 2019 ;
- Edmond Caillard, médecin, résistant et homme politique non-indépendantiste, membre fondateur de l'Union pour la nouvelle République (UNR) de 1962 à 1967, de l'Action calédonienne de 1967 à 1968, de l'Union démocratique (UD) de 1968 à 1972, de l'Entente démocratique et sociale (EDS) de 1972 à 1977 et du Rassemblement pour la Calédonie dans la République (RPCR) de 1977 à 1990, conseiller territorial de 1957 à 1962 ;
- Lionel Cherrier, homme politique non-indépendantiste, membre fondateur de l'Union démocratique (UD) de 1968 à 1972 puis de l'Entente démocratique et sociale (EDS) de 1972 à 1977, du Rassemblement pour la Calédonie (RPC) en 1977 et de la Fédération pour une nouvelle société calédonienne (FNSC) de 1979 à 1984, également membre des Républicains indépendants (RI) puis du parti républicain (PR) et de l'Union pour la démocratie française (UDF), conseiller territorial de 1971 à 1974 et en 1979, sénateur de 1974 à 1983 ;
- Albert Etuvé, homme politique non-indépendantiste, membre de l'Union calédonienne (UC) de 1953 à 1977 puis du Rassemblement pour la Calédonie dans la République (RPCR) de 1977 à 1989, membre du Conseil de gouvernement de 1979 à 1982, conseiller territorial puis du Congrès du Territoire de 1984 à 1989, président du Congrès du Territoire de 1988 à 1989, signataire des accords d'Oudinot en 1988 ;
- Philippe Gomès, homme politique non-indépendantiste, membre du Rassemblement pour la Calédonie dans la République (RPCR) de 1984 à 2004 puis de L'Avenir ensemble de 2004 à 2008 et enfin président fondateur de Calédonie ensemble depuis 2008, également membre de l'Union des démocrates et indépendants (UDI), maire de La Foa de 1989 à 2008, membre du gouvernement de la Nouvelle-Calédonie de 1999 à 2001 puis de 2009 à 2012, président de l'Assemblée de la Province Sud de 2004 à 2009, président du gouvernement de 2009 à 2011, député de la 2e circonscription de 2012 à 2022 ;
- Déwé Gorodey, écrivaine et femme politique indépendantiste, membre fondatrice du Parti de libération kanak (Palika) de 1975 à 2022 et du Front de libération nationale kanak et socialiste (FLNKS), membre du gouvernement chargée des questions culturelles de 1999 à 2019, vice-présidente du gouvernement de 2001 à 2009 ;
- Christopher Gygès, homme politique non-indépendantiste, membre du Rassemblement pour la Calédonie (RPC) de 2006 à 2008, Mouvement de la diversité (LMD) de 2008 à 2009, Rassemblement-UMP de 2009 à 2013, Mouvement populaire calédonien (MPC) de 2013 à 2015, Les Républicains (LR) de 2015 à 2017 et des Républicains calédoniens ainsi que de La République en marche (LREM) depuis 2017, membre du gouvernement de la Nouvelle-Calédonie depuis 2017 ;
- Jacques Iekawé, haut-fonctionnaire indépendantiste, militant de l'Union calédonienne (UC) de 1973 à 1992, secrétaire général de la Nouvelle-Calédonie de 1988 à 1991, premier préfet néo-calédonien en tant que préfet délégué pour la coopération régionale et le développement économique de 1991 à 1992, nommé secrétaire général de la Commission du Pacifique Sud en 1992 ;
- Hélène Iekawé, femme politique non-indépendantiste, membre de L'Avenir ensemble de 2004 à 2008 puis secrétaire générale adjointe de Calédonie ensemble depuis 2008, membre de l'Assemblée de la Province Sud de 2004 à 2011 puis de 2014 à 2015 et du Congrès de 2009 à 2011 puis de 2014 à 2015, membre du gouvernement de la Nouvelle-Calédonie chargée notamment des questions éducatives de 2011 à 2014 puis de 2015 à 2019 ;
- Nina Julié, femme politique non-indépendantiste, membre de Calédonie ensemble de 2014 à 2019 puis porte-parole de Générations NC depuis 2019, membre du Congrès de 2014 à 2019 et de l'Assemblée de la Province Sud depuis 2014, conseillère municipale du Mont-Dore depuis 2014 ;
- Henri Lafleur, chef d'entreprise et homme politique non-indépendantiste, président ou membre fondateur du Rassemblement calédonien (Rascal) de 1958 à 1969, de l'Union démocratique (UD) de 1969 à 1972 et de l'Entente démocratique et sociale (EDS) de 1972 à 1974, également membre des Républicains indépendants (RI), sénateur de 1947 à 1955 et de 1959 à 1974 ;
- Isabelle Lafleur, chef d'entreprise et femme politique non-indépendantiste, membre puis présidente du Rassemblement pour la Calédonie (RPC) de 2006 à 2017, présidente d'honneur des Républicains calédoniens depuis 2017, également membre de La République en marche (LREM) depuis 2017, conseillère municipale de Nouméa depuis 2014, membre du Congrès et de l'Assemblée de la Province Sud de 2014 à 2019 ;
- Jacques Lafleur, chef d'entreprise et femme politique non-indépendantiste, principal chef de cette famille politique et figure dominante de la vie politique néo-calédonienne de 1978 à 2004, président fondateur du Rassemblement pour la Calédonie dans la République (RPCR) de 1977 à 2006 puis du Rassemblement pour la Calédonie (RPC) de 2006 à 2010, également membre du Rassemblement pour la République (RPR) puis de l'Union pour un mouvement populaire (UMP), député de la 1re circonscription de 1978 à 2007, président de l'Assemblée de la Province Sud de 1989 à 2004, signataire des accords de Matignon en 1988 et de l'accord de Nouméa en 1998 ;
- Roger Laroque, chef d'entreprise et homme politique non-indépendantiste, président ou membre fondateur du Rassemblement calédonien (Rascal) de 1958 à 1969, de l'Union démocratique (UD) de 1969 à 1972, de l'Entente démocratique et sociale (EDS) de 1972 à 1977 et du Rassemblement pour la Calédonie dans la République (RPCR) de 1977 à 1985, maire de Nouméa de 1953 à 1985 ;
- Évelyne Lèques, militante associative et femme politique non-indépendantiste, membre de Calédonie ensemble depuis 2009, membre du Congrès et de l'Assemblée de la Province Sud de 2009 à 2014 ;
- Jean Lèques, homme politique non-indépendantiste, membre de l'Union calédonienne (UC) de 1965 à 1971 puis du Mouvement libéral calédonien (MLC) de 1971 à 1978 et finalement du Rassemblement pour la Calédonie dans la République (RPCR) devenu ensuite Rassemblement-UMP ou Rassemblement-LR de 1978 à 2022, également membre du Mouvement républicain populaire (MRP) puis du Centre démocrate (CD), du Centre des démocrates sociaux (CDS) et de Force démocrate (FD) ainsi que de l'Union pour la démocratie française (UDF) suivie par l'Union pour un mouvement populaire (UMP), président de l'Assemblée territoriale de 1970 à 1972, de 1980 à 1981, de 1982 à 1983 et de 1984 à 1985, président du conseil de la Région Sud de 1985 à 1986, maire de Nouméa de 1986 à 2014, président du gouvernement de 1999 à 2001, signataire des accords de Matignon-Oudinot en 1988 et de l'accord de Nouméa en 1998 ;
- Philippe Michel, homme politique non-indépendantiste, membre du Rassemblement pour la Calédonie dans la République (RPCR) de 1986 à 2004 puis de L'Avenir ensemble de 2004 à 2008 et secrétaire général de Calédonie ensemble depuis 2008, président de l'Assemblée de la Province Sud de 2014 à 2019 ;
- Henri Naisseline, chef coutumier kanak et homme politique non-indépendantiste, grand-chef de Guahma de 1918 à 1973, premier responsable coutumier kanak à se rallier à la France Libre en 1940, fondateur de l'éphémère Parti communiste calédonien en 1946 puis figure de l'opposition gaulliste à l'UC jusqu'à sa mort en 1973, conseiller territorial de 1957 à 1967 ;
- Yann-Ber Piriou, poète, écrivain et universitaire spécialiste de la littérature bretonne, membre fondateur de l'Union démocratique bretonne (UDB) ;
- Dick Ukeiwé, homme politique non-indépendantiste, membre de l'Union calédonienne (UC) de 1957 à 1960 puis de l'Union pour la nouvelle République (UNR) de 1962 à 1967, de l'Union démocratique (UD) de 1967 à 1977, du Rassemblement pour la Calédonie dans la République (RPCR) de 1977 à 1999 et du Rassemblement pour la République (RPR) de 1976 à 2002, sénateur de 1983 à 1992, député européen de 1989 à 1994, président de l'Assemblée territoriale de 1975 à 1976 puis de 1977 à 1978 et du Congrès du Territoire de 1985 à 1988, chef de l'exécutif de la Nouvelle-Calédonie de 1979 à 1982 puis de 1984 à 1989, signataire des accords de Matignon-Oudinot de 1988.